# 椰子の実
「椰子の実」（やしのみ）は、島崎藤村が明治時代に執筆した詩。昭和に入って曲が付けられた。

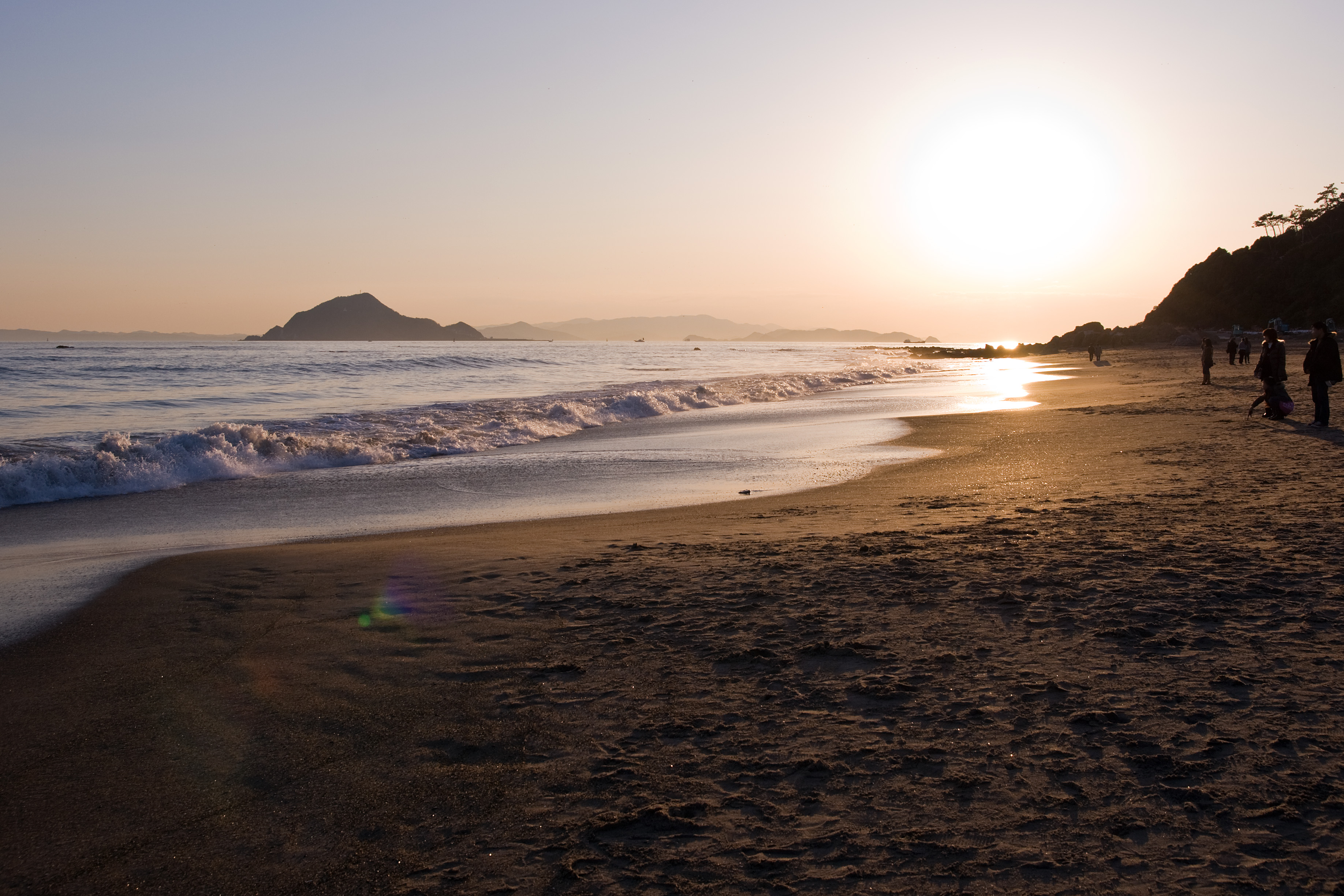
愛知県・伊良湖岬（恋路ヶ浜）

1900年（明治33年）6月の雑誌『新小説』に「海草」という総題で発表された詩の一遍で、1901年（明治34年）8月に刊行された詩集「落梅集」に収録されている。この詩は1898年（明治31年）の夏、1か月半ほど伊良湖岬に滞在した柳田國男が恋路ヶ浜に流れ着いた椰子の実の話を藤村に語り、藤村がその話を元に創作したものである。

## 歌曲「椰子の実」
1936年（昭和11年）7月、日本放送協会大阪中央放送局で放送中だった『国民歌謡』の担当者が作曲家の大中寅二を訪問し、この詩に曲を付すよう依頼。7月9日には曲が完成した。
7月13日から東海林太郎の歌唱で1週間放送した。さらに8月3日からは二葉あき子、11月9日からは多田不二子、12月9日からは柴田秀子がそれぞれ放送した。こうした放送が影響し次第に職場や学校で歌われ始め、12月には東海林太郎の歌唱でポリドールレコードから発売された。
大中本人による混声合唱版・女声合唱版（ともにピアノ伴奏）が存在する。他に多くの人によってさまざまな編成に編曲されており、その中には作曲家の息子である大中恩によるものも含まれる。
2007年（平成18年）には文化庁と日本PTA全国協議会により「日本の歌百選」に選定されており 、現在でも広く愛唱されている叙情歌である。

### カバー
- 岩崎宏美
  - 『ALBUM』（1978年）[10]
- 薬師丸ひろ子
  - 『'87 薬師丸ひろ子ファーストライヴ 星紀行』（1987年）[11]
  - 『時の扉』（2013年）[12]
- 海上自衛隊東京音楽隊／三宅由佳莉 - アルバム『希望〜Songs for Tomorrow』（2015年）[13]
- 木山裕策 - アルバム『花 麗しき日本の愛唱歌』（2020年）[14]
- 三山ひろし - アルバム『こころの歌〜三山ひろし叙情歌を唄う〜』（2021年）[15]
- テレビ東京系深夜アニメ『かなめも』の登場人物 マリモ姉さん（声：高橋美佳子）によりカバー[要出典]

### 歌曲「椰子の実」を扱った作品
- 小説
  - 終戦のローレライ：福井晴敏の架空戦記。作品を通して重要な要素を担っている。
- テレビドラマ
  - テレビ朝日系列土曜ワイド劇場『おかしな刑事〜居眠り刑事とエリート警視の父娘捜査』シリーズ 第9回『鬼女の絵馬がつなぐ二つの死体!商社連続殺人・創業家一族と、美しきバレリーナの秘密』（2012年10月13日放送、脚本：水谷龍二、監督：梶間俊一）[要出典]
  - NHK連続テレビ小説
    - 『オードリー』 第112回（2001年2月）：幹幸太郎が晋八に「椰子の実」を歌うシーンがある。　　
    - 『ひよっこ』第7週「椰子の実たちの夢」（2017年5月）：ヒロインが勤める電機工場のコーラス課外活動で「椰子の実」を合唱するシーンがある[16]。
    - 『ちむどんどん』 第1週「シークヮーサーの少女」（2022年4月）：ヒロインの父・賢三と妹・歌子が三線を弾きながら「椰子の実」を歌うシーンがある。　　
    - 『あんぱん』 第7週32話「海と涙と私と」（2025年5月13日）：高知の海でヒロインの将来の夫となる柳井嵩と、その弟・千尋、嵩の友人・辛島健太郎、ヒロインの妹・朝田メイコの4人が歌うシーンがある。

- テレビアニメ
  - テレビ朝日系列『怪物くん』（カラー版）第60回「太平洋上の一匹モンスター・前後編」（1982年1月19日放送、共同脚本：松岡清治・鶴見和一、監督：福富博）：作品のラストで、島怪物を倒した怪物くん一行がドンチャン騒ぎをする場面から一転、深夜の静かな海と島怪物の残骸を映し出す背景に「椰子の実」が流れて本編が終わる[17]。

- テレビCM
  - サラヤ「ヤシノミ洗剤」シリーズ：1971年の発売当初から約20年間、インスト版が同シリーズCMに使用された。

- 映画
  - 『太平洋の奇跡 -フォックスと呼ばれた男-』（2011年2月）のオリジナルサウンドトラックの最後で、椰子の実が使われている。　[18]

## 「椰子の実」に因む事物

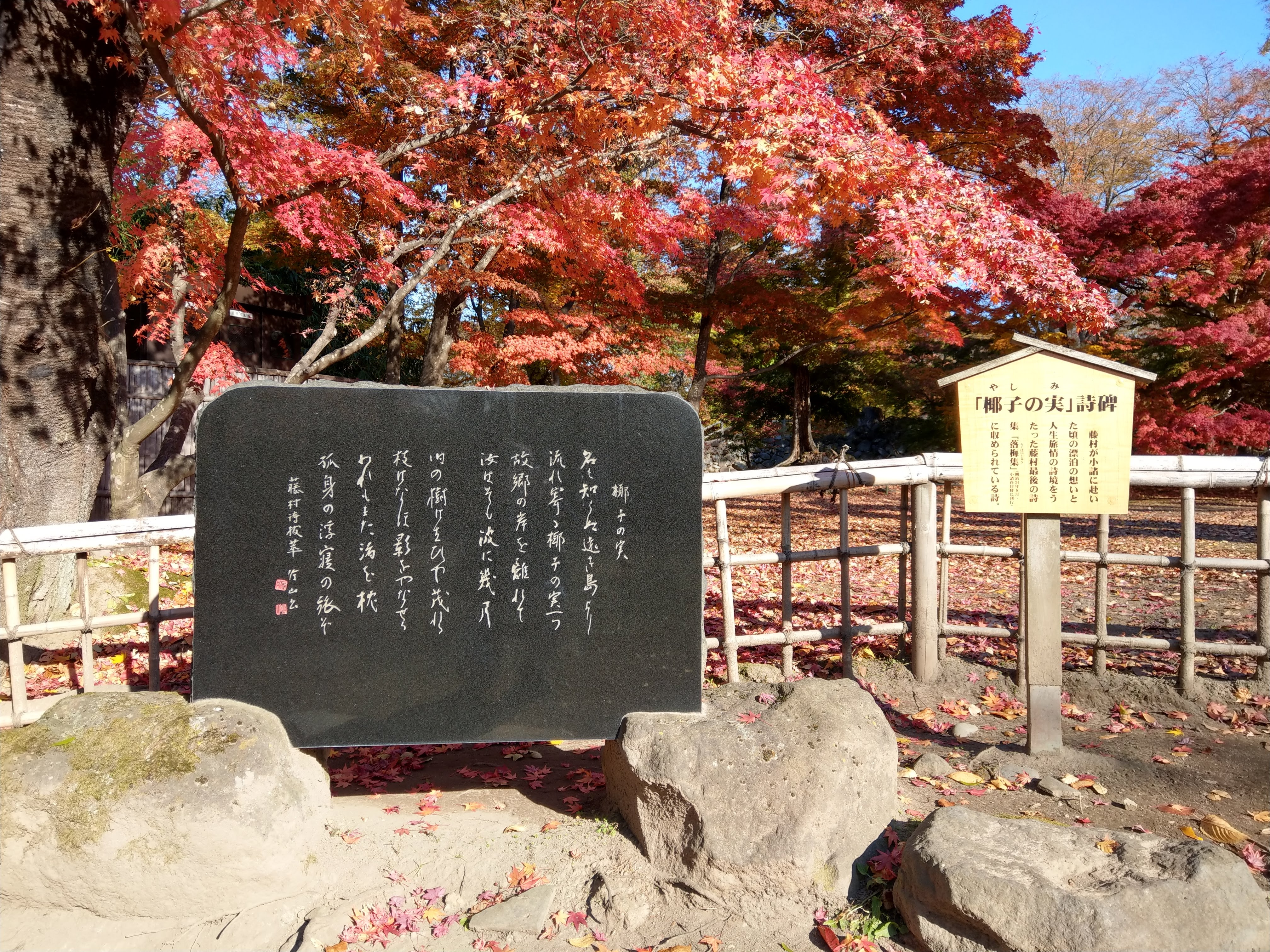
小諸市立藤村記念館の詩碑

### 詩碑・歌碑等
- 愛知県渥美半島の西端田原市日出町には、詩の記念碑と歌碑がある[5][19]。
- 長野県小諸市の懐古園内にある小諸市立藤村記念館の前庭に、この歌の詩碑がある。
- 愛知県田原市伊良湖町にある道の駅伊良湖クリスタルポルトには、やしの実博物館が設けられている。

### 郵便切手
1981年2月9日発行の「日本の歌シリーズ 第8集」に採用された。米倉斉加年の描いた原画と、楽譜の冒頭が図案となっている。また、切手シートの上部耳紙には、曲名と作詞・作曲者名が記載されている。

### やしの実投流
渥美半島観光ビューローでは、1988年（昭和63年）から毎年、「椰子の実」の再現を目指し、「遠き島」に見立てた石垣島沖で標識を付けたやしの実を投流するイベントを開催している。投流したやしの実が鹿児島県以北で拾われた場合には、発見者と投入者から数組を伊良湖岬へ招いて対面式が行われる。2020年までに、4個のやしの実が愛知県に漂着し、そのうち3個は伊良湖岬がある田原市に漂着しているが、伊良湖岬・恋路ケ浜へはまだ漂着したことがない。